# الخضراء (الحيمة الداخلية)

تعديل مصدري - تعديل

الخضراء هي إحدى قرى عزلة الجدعان بمديرية الحيمة الداخلية التابعة لمحافظة صنعاء، بلغ تعداد سكانها 195 نسمة حسب تعداد اليمن لعام 2004.